# Violent By Nature
Violent By Nature è il secondo album in studio del gruppo musicale statunitense thrash metal Atrophy, pubblicato nel 1990 da Roadracer Records.
| Recensione | Giudizio |
| ---------- | -------- |
| AllMusic   | [ 2 ]    |

## Il disco
Si tratta dell'ultimo disco pubblicato dalla band, prima che la stessa si sciogliesse e i membri si dedicassero ad altre attività. Le canzoni Puppies and Friend e Too Late to Change trattano la salvaguardia della fauna e dell'ambiente, e sono uscite lo stesso anno anche su un singolo dodici pollici preceduto da un annuncio pubblico per i diritti degli animali.
Il CD è stato ristampato in versione rimasterizzata nel 2006 dalla Displeased Records e dalla Metal Mind Productions che lo ha pubblicato in digipack con tiratura limitata a 2000 copie.

## Tracce
1. Puppies And Friends – 3:35 (testo: Lykins – musica: Skowron, Kelly)
2. Violent By Nature – 3:56 (testo: Lykins – musica: Lykins , Kelly)
3. In Their Eyes – 5:04 (testo: Lykins – musica: Gulotta, Skowron, Kelly)
4. Too Late To Change – 5:32 (testo: Lykins – musica: Lykins, Gulotta)
5. Slipped Through The Cracks – 5:29 (Lykins)
6. Forgotten But Not Gone – 5:02 (testo: Zimmerman – musica: Gulotta, Zimmerman, Kelly)
7. Process Of Elimination – 4:48 (testo: Zimmerman – musica: Gulotta, Kelly)
8. Right To Die – 4:02 (testo: Zimmerman – musica: Gulotta, Zimmerman, Kelly)
9. Things Change – 4:05 (Lykins)

## Formazione
- Brian Zimmerman - voce
- Rick Skowron - chitarra
- Chris Lykins - chitarra
- James Gulotta - basso
- Tim Kelly - batteria